# Gurania huberi
Gurania huberi är en gurkväxtart som beskrevs av Célestin Alfred Cogniaux. Gurania huberi ingår i släktet Gurania och familjen gurkväxter. Inga underarter finns listade i Catalogue of Life.